# Most kolejowy w Bielawie Dolnej
Most kolejowy w Bielawie Dolnej – graniczny most kolejowy na rzece Nysa Łużycka na linii kolejowej Węgliniec – Roßlau między polskim miastem Węgliniec a niemieckim Horka w okolicy wsi Bielawa Dolna. Most wybudowany w 1870 roku, z 6 stalowymi kratownicami, po 3 dla każdego z torów, jest w złym stanie technicznym. Na moście czynny jest jeden tor dla pociągów poruszających się z maksymalną prędkością 70 km/h i ograniczonym obciążeniem 196 kN/oś.
W dniu 26 lutego 2008 roku ministrowie infrastruktury Polski i Niemiec podpisali międzyrządową umowę dotyczącą budowy oraz utrzymania i eksploatacji graniczny mostów kolejowych na Odrze i Nysie Łużyckiej. 
W ramach porozumienia do 2011 roku strona polska wybuduje na tym odcinku nowy most kolejowy przez rzekę dla ruchu dwutorowego pociągów towarowych z prędkością 120 km/h i obciążeniem 245 kN/oś.
Most i odcinek linii kolejowej jest przebudowywany w ramach projektu modernizacji międzynarodowej linii kolejowej E 30.

## Historia budowy
W lipcu 2008 roku PKP Polskie Linie Kolejowe S.A. podpisały umowę z firmą DB International GmbH na wykonanie dokumentacji przedprojektowej do budowy w miejsce dotychczasowej przeprawy nowego mostu przez Nysę Łużycką i elektryfikacji linii kolejowej Węgliniec – Roßlau na odcinku Bielawa Dolna–Horka.
Budowę mostu rozpoczęto w maju 2012 r. a jej zakończenie miało nastąpić po 30 miesiącach pod koniec 2014 r. Otwarcie mostu przesunęło się i most został oddany do użytku w grudniu 2016 r.